# 佐幸信介
佐幸 信介（さこう しんすけ）は、日本の社会学者。日本大学法学部教授。

## 略歴
法政大学大学院社会科学研究科にて社会学を専攻後、日本大学法学部へと着任。

## 著作等

### 単著・共著
- 『空間管理社会 監視と自由のパラドックス』（新曜社、2006年）
- 『触発する社会学 現代日本の社会関係』（法政大学出版局、2010年）
- 『失われざる十年の記憶 1990年代の社会学』（青弓社、2012年）
- 『大震災・原発とメディアの役割－報道・論調の検証と展望－』（新聞調査会、2013年）
- 『国道16号線スタディーズ：二〇〇〇年代の郊外とロードサイドを読む』（青弓社、2018年）
- 『コミュニケーション資本主義と〈コモンの探究〉 ポストヒューマン時代のメディア論』（東京大学出版会、2019年）
- 『空間と統治の社会学－住宅・郊外・ステイホーム－』（青弓社、 2021年）

## 専門分野
- 社会学
- メディア